# 1955 en chimie
Cet article présente les faits marquants de l'année 1955 en chimie.

## Évènements
- 19 février : découverte du Mendélévium (Md), élément chimique de numéro atomique 101 par Albert Ghiorso, Glenn T. Seaborg, Gregory R. Choppin, Bernard G. Harvey, et Stanley G. Thompson à l'université de Californie, Berkeley[1],[2].
- Février : le biochimiste américain Arthur Kornberg découvre des enzymes d'ADN polymérase[3].
- 1er juin : dans un article publié dans le Journal of the American Chemical Society, Marianne Grunberg-Manago et Severo Ochoa publient leur découverte de la première enzyme synthétisant des acides nucléiques (polynucléotide phosphorylase), qui lie des nucléotides ensemble pour former des polynucléotides[4].
- Juin : la Food and Drug Administration autorise le paracétamol à la vente aux États-Unis[5].
- 1er août -6 août : à l’occasion de la conférence internationale de biochimie à Bruxelles, des chercheurs américains déclarent avoir observé le processus de la photosynthèse chez les plantes, le cycle de Calvin[6].
- De 1955 à 1960, le biochimiste autrichien Efraim Racker (en) met au point avec son équipe (Anima Datta, Maynard Pullmand, et Harvey Penefsky) des techniques d’isolement des enzymes par centrifugation [7].

## Prix
- Prix Nobel de chimie : Vincent du Vigneaud pour ses recherches sur les composés soufrés d'importance biologique et particulièrement pour la première synthèse d'une hormone polypeptidique[8].
- Prix Procter & Gamble : John W. Williams[9]
- Médaille Garvan-Olin : Grace Medes[10]
- Prix Ernest-Guenther : Hans Schinz[11]
- ACS Award in Pure Chemistry : Paul Delahay[12]
- Médaille Priestley : Charles A. Thomas (en)[13],[14]
- Médaille Davy : Harry Melville en reconnaissance de son travail remarquable en chimie physique et dans les réactions des polymères[15],[16].
- Claude S. Hudson Award in Carbohydrate Chemistry : Kenneth R. Brown[17]
- Médaille Lavoisier de la Société chimique de France : Karl Ziegler[18],[19]
- Médaille William-H.-Nichols : Wendell M. Latimer[20]

## Naissances
- 2 juin : Ellen Jorgensen, biologiste moléculaire.
- 5 juin : Hervé This, physico-chimiste et ingénieur français.

## Décès
- 5 juillet : George de Hevesy (né en 1885), chimiste hongrois, lauréat du prix Nobel de chimie en 1943.
- 12 août : James B. Sumner (né en 1887), chimiste américain, prix Nobel de chimie en 1946.
- 23 août[21] : Joseph Frossard (né en 1879), chimiste et industriel français.
- 24 octobre[22] : Robert Feulgen (né en 1884), médecin, chimiste et professeur d'université allemand.